# 凌文 (1963年)
凌文（1963年2月—），生于黑龙江哈尔滨，原籍广东广州，中国工程管理专家，2015年当选中国工程院院士，曾任国家能源集团原党组副书记、总经理，山东省人民政府党组成员、副省长等职务。

## 生平
1984年毕业于上海交通大学应用数学专业，1991年毕业于哈尔滨工业大学系统工程专业。
2023年2月当选为山东省科协主席。